# El fotógrafo de Mauthausen
El fotógrafo de Mauthausen es una película española de 2018. Cuenta la historia de Francisco Boix, un combatiente republicano español y fotógrafo que fue internado en el campo de concentración de Mauthausen, durante la Segunda Guerra Mundial.
El campo de concentración de Mauthausen fue un campo de concentración y exterminio localizado en Austria, pero poco a poco fue ampliándose creando subcampos alrededor. Fue el campo de concentración en el que más españoles hubo durante la Segunda Guerra Mundial, más de 7 000.En él está ambientada la historia del protagonista de la película Francisco Boix (Mario Casas).

## Argumento

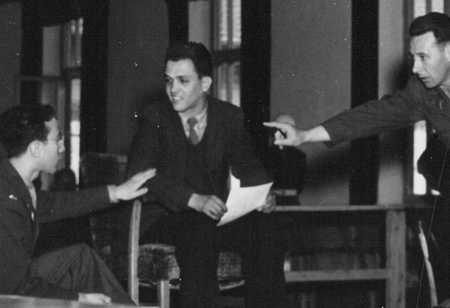
Francisco Boix, testigo en el Proceso contra criminales del campo nazi de Mauthausen-Gusen.

Boix fue un fotógrafo que, después de luchar en el Ejército Republicano durante la guerra civil española, huyó exiliado a Francia. Allí fue capturado por los alemanes y llevado al campo de concentración de Mauthausen, donde comenzó a trabajar como fotógrafo; su labor se basaba en fotografiar a los que llegaban nuevos al campo de concentración. Boix utilizaba su trabajo en el laboratorio fotográfico de las SS para esconder negativos que, cuando terminara la guerra, probasen e hiciesen visibles los crímenes y abusos que se produjeron en el campo. Una de esas atrocidades fue el asesinato de unos niños judíos cuando intentaban huir; Boix lo vio todo y sacó fotografías a los cadáveres. Esa sería una de tantas ocasiones en las que fue testigo de dichas atrocidades cometidas por los alemanes. Boix también realizó un gran número de fotografías en Mauthausen tras la liberación. Los negativos que lograron salvar Boix y sus compañeros fueron determinantes para condenar a altos cargos nazis en los juicios de Núremberg,  a los que Boix acudió como testigo.

## Reparto
El reparto está integrado por:
- Mario Casas como Francisco Boix
- Richard van Weyden como Paul Ricken
- Alain Hernández como Valbuena
- Adrià Salazar como Anselmo Galván
- Eduard Buch como Fonseca
- Stefan Weinert como Franz Ziereis
- Rubén Yuste como Rosales
- Nikola Stojanovic como Bonarewitz
- Frank Feys como Popeye
- Macarena Gómez como Dolores
- Joan Negrié como Lejías
- Rainer Reniers como Poschacher
- Marta Hallan como Anna Pointner
- Dénes Ujlaky como Albert Pointner

## Rodaje
El rodaje, que arrancó el 30 de octubre de 2017 y terminó el 22 de diciembre de ese mismo año, se llevó cabo en Tarrasa y Budapest.
En Barcelona se grabaron sobre todo los interiores y los barracones. 
En Budapest se aprovecharon los mismos decorados del campo que fue utilizado en las películas de El niño con el pijama de rayas y Evasión o victoria
El actor Mario Casas perdió 12 kilos para interpretar al Boix preso.

## Premios y nominaciones[9]
| Año  | Categoría                            | Nominado/s                                    | Resultado  |
| ---- | ------------------------------------ | --------------------------------------------- | ---------- |
| 2019 | Mejor Director de Producción         | Eduard Vallés Hanga Kurucz                    | Ganador    |
| 2019 | Mejor Dirección Artística            | Rosa Ros                                      | Ganador    |
| 2019 | Mejor Vestuario                      | Mercé Paloma                                  | Ganador    |
| 2019 | Mejor Maquillaje y Peluquería        | Caitlin Acheson Jesús Martos                  | Ganador    |
| 2019 | Mejor Actor Secundario               | Alain Hernández                               | Nominación |
| 2019 | Mejor Protagonista Masculino         | Mario Casas                                   | Nominación |
| 2019 | Mejor Música Original                | Diego Navarro                                 | Nominación |
| 2019 | Mejores Efectos Visuales             | Jordi San Agustín                             | Nominación |
| 2019 | Mejor Película en Lengua No Catalana | Mar Targarona Roger Danés Alfred Perez Fargas | Nominación |

| Año  | Categoría                     | Nominado/s                                | Resultado  |
| ---- | ----------------------------- | ----------------------------------------- | ---------- |
| 2019 | Mejor Director de Producción  | Eduard Vallés Hanga Kurucz                | Nominación |
| 2019 | Mejor Diseño de Vestuario     | Mercé Paloma                              | Nominación |
| 2019 | Mejor Dirección Artística     | Rosa Ros                                  | Nominación |
| 2019 | Mejor Maquillaje y Peluquería | Caitlin Acheson Jesús Martos Pablo Perona | Nominación |

| Año  | Categoría              | Nominado/s    | Resultado  |
| ---- | ---------------------- | ------------- | ---------- |
| 2019 | Mejor Orquesta Musical | Diego Navarro | Nominación |

| Año  | Categoría           | Nominado/s  | Resultado  |
| ---- | ------------------- | ----------- | ---------- |
| 2019 | Mejor Actor de Cine | Mario Casas | Nominación |

## Críticas[12]
| Medio              | Crítica | Puntuación |
| ------------------ | --- | ---------- |
| El Mundo           | El relato se mantiene en el terreno de lo novelesco. Los intérpretes, con Mario Casas a la cabeza, ponen su mejor empeño en dar credibilidad, física al menos, a unos personajes de escaso relieve.                                  | 2/5        |
| El País            | No es una superproducción, sus medios son bastante limitados, pero eso no es obstáculo para lograr una crónica digna, algo de lo que no me desentiendo de principio a fin, me provoca cierto desasosiego y ternura en algún momento. | NC         |
| El Periódico       | Resulta demasiado convencional y poco consistente, nada la singulariza, solo un Mario Casas que no necesita adelgazar para demostrar su talento.                                                                                     | NC         |
| ABC                | Targarona apuesta por una narración fluida, «fácil». Es una decisión válida («peliculear» la historia) pero que le impide profundizar en la auténtica tragedia y, en cierto modo, en la emoción.                                     | 2/5        |
| Cinemanía          | Directa y efectiva, lo que se cuenta en la pantalla es tan sumamente intenso que consigue emocionar al corazón más duro. Por fin una película de ficción sobre un gran héroe español.                                                | 3/5        |
| Fotogramas         | Pese a quedarse lejos de hitos como 'La lista de Schindler' contiene aciertos suficientes como para equipararse a otros emocionantes títulos menores ambientados en ese terrorífico escenario.                                       | 3/5        |
| The New York Times | "Es el segundo largometraje de Targarona, pero parece el trabajo de una profesional veterana: vívido, envolvente y con frecuencia aterrador."                                                                                        | NC         |